# Gugelhupf

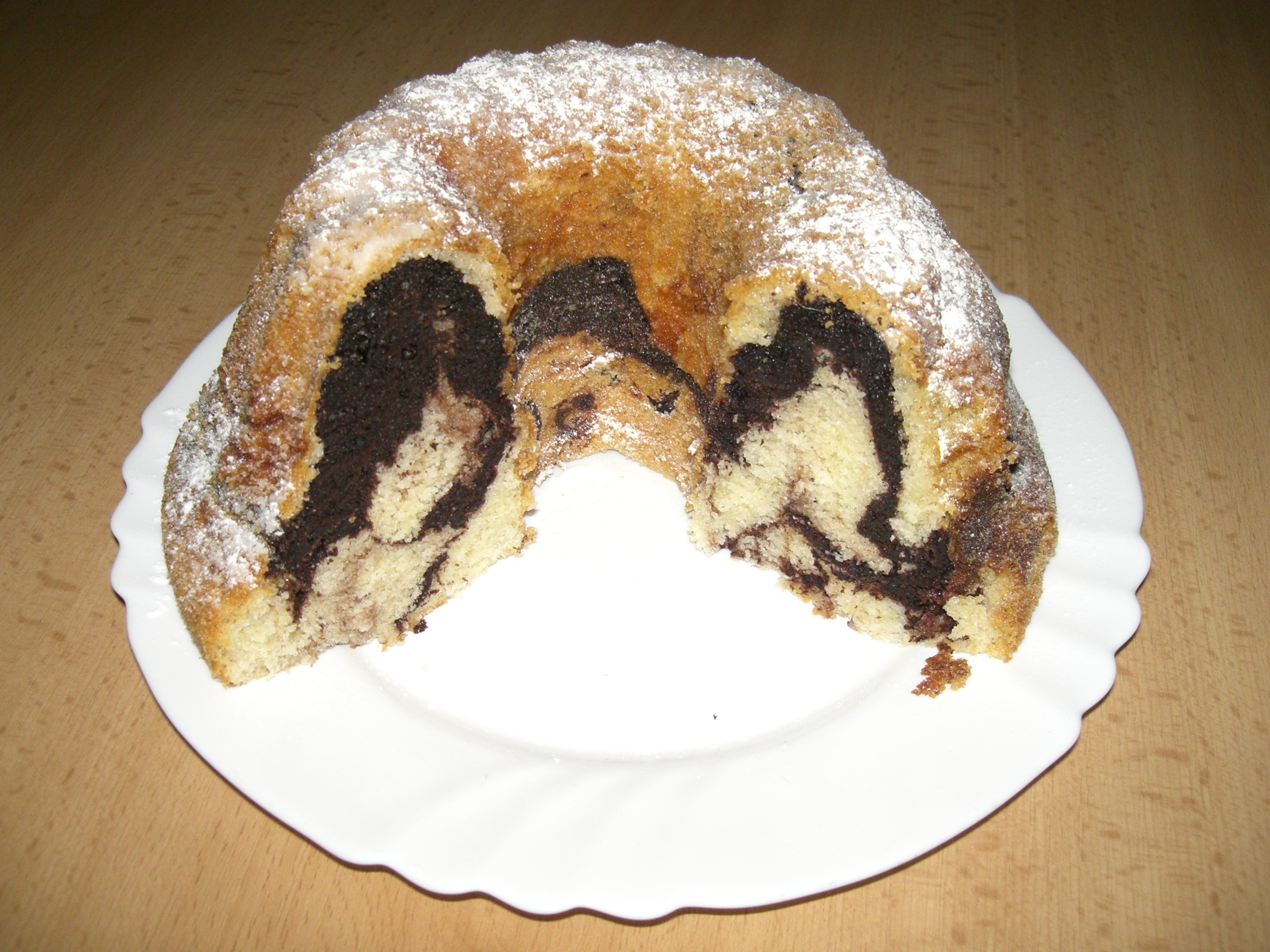
Versione ceca chiamata "bábovka" con ripieno di cacao

Gugelhupf o Kugelhopf è un dolce a forma di ciambella, prodotto nella Germania Meridionale, in Austria, in Svizzera, in Alsazia, in Croazia in Slovenia, a Trieste e a Gorizia. Nella Repubblica Ceca e in Slovacchia è chiamato bábovka, in Polonia babka, in Bosnia-Erzegovina e Serbia è chiamato kuglof.  Analogamente al dolce ebraico Kugel, la parola “kugelhopf” deriva dal termine Alto tedesco medio “Kugel”, che significa palla o globo.

## Preparazione
Un tipo comune di Kugelhopf consiste in un soffice impasto che contiene uvetta, mandorle e brandy di ciliegia Kirschwasser; alcune varianti contengono frutta candita e noci, mentre nel ricettario La scienza in cucina e l'arte di mangiar bene di Pellegrino Artusi è riportata una variante priva di brandy di ciliegia e aromatizzata con scorza di limone.
Viene cotto in uno specifico stampo circolare particolarmente alto, originariamente in ceramica smaltata, poi sostituita nel corso del '900 dal metallo. Ne esiste una ricetta più semplice per il consumo quotidiano a colazione o durante la pausa caffè, mentre il Kugelhopf di Natale si basa su una ricetta più ricca e viene decorato con fantasia.
Il Gugelhupf fu scelto come dolce che rappresentasse l'Austria al Café Europe, iniziativa della presidenza austriaca dell'Unione europea per il giorno europeo 2006.